# 헬리패드

헬리패드는 헬기 및 동력 회전익항공기의 이륙 및 착륙장 또는 플랫폼이다

헬리패드(영어: helipad)는 헬리콥터 또는 드론 등의 수직 이착륙을 위한 비행장 기준 또는 그 기준을 만족하는 비행장을 지칭하는데 사용된다.
헬리콥터 및 동력 수직이착륙기(회전익항공기, 드론 등)는 다양하고 유사한 평지나 지표면에서 운용할 수 있다. 헬리패드는 항공기가 안전하게 이착륙할 수 있도록 주변환경에서 위험한 장애물 등을 제거하고 항공기의 하중을 견디도록 설계되었을 뿐만 아니라 이착륙에 용이하도록 바닥에 식별표지가 설치된 공간을 제공한다.
참고로, 구축함 등 대형 선박에는 미해군에서 비행갑판이라고 칭하는, 헬리패드의 일종인 헬리데크가 설치되어 있다. 

## 같이 보기
- 헬리포트
- 비행장
- 드론 전용 비행시험장
- 수상헬기장
- 쿼드콥터
- 헬리캠

## 참고
- 비행장시설 설치기준 - 국가법령정보센터
- 근거조항 건축법 시행령 제40조 - 건축물의 피난ㆍ방화구조 등의 기준에 관한 규칙 제13조(헬리포트 및 구조공간 설치 기준) - 국가법령정보센터
- 건축법 시행령 - 옥상, 헬리포터 - 국가법령정보센터